# Togo a 2018. évi téli olimpiai játékokon
Togo a dél-koreai Phjongcshangban megrendezett 2018. évi téli olimpiai játékok egyik részt vevő nemzete volt. Az országot az olimpián 1 sportágban 1 sportoló képviselte, aki érmet nem szerzett.

## Sífutás
Távolsági
Női
| Versenyző                | Versenyszám | Idő     | Helyezés |
| ------------------------ | ----------- | ------- | -------- |
| Mathilde-Amivi Petitjean | 10 km       | 32:52,1 | 83.      |

Sprint
| Versenyző                | Versenyszám       | Selejtező | Selejtező | Negyeddöntő | Negyeddöntő | Elődöntő | Elődöntő | Döntő   | Döntő    |
| Versenyző                | Versenyszám       | Idő       | Hely.     | Idő         | Hely.       | Idő      | Hely.    | Idő     | Helyezés |
| ------------------------ | ----------------- | --------- | --------- | ----------- | ----------- | -------- | -------- | ------- | -------- |
| Mathilde-Amivi Petitjean | Női egyéni sprint | 3:45,93   | 59.       | kiesett     | kiesett     | kiesett  | kiesett  | kiesett | kiesett  |